# Oxalis divaricata
Oxalis divaricata är en harsyreväxtart som beskrevs av Joseph Gerhard Zuccarini. Oxalis divaricata ingår i släktet oxalisar, och familjen harsyreväxter. Inga underarter finns listade i Catalogue of Life.